# 刘正军
刘正军（1967年—），湖南浏阳人，汉族，中华人民共和国政治人物、第十二届全国人民代表大会湖南地区代表。永清环保股份有限公司董事长。
毕业于湖南大学经济学专业。2013年，担任全国人大代表。